# Катастрофа SE-210 под Танжером
Катастрофа SE-210 под Танжером — авиационная катастрофа, произошедшая в субботу 22 декабря 1973 года в окрестностях Танжера (Марокко). Sud Aviation SE-210 Caravelle VI-N авиакомпании Sobelair был зафрахтован Royal Air Maroc и выполнял пассажирский рейс из Парижа в Танжер, когда при заходе на посадку врезался в гору к востоку от аэропорта и полностью разрушился, при этом погибли 106 человек. На момент событий это была крупнейшая авиационная катастрофа в Марокко.

## Самолёт
Sud Aviation SE-210 Caravelle VI-N с серийным номером 69 был выпущен в 1961 году и на период испытаний получил регистрационный номер F-WJAN. 23 февраля авиалайнер совершил свой первый полёт, а 28 февраля был продан бельгийской авиакомпании Sobelair, где получил регистрационный номер OO-SRD.

## Катастрофа
Самолёт был зафрахтован марокканской авиакомпанией Royal Air Maroc и выполнял пассажирский рейс из Парижа (Франция) в Касабланку (Марокко) с промежуточной посадкой в Танжере (Марокко). На борту находились 7 членов экипажа и 99 пассажиров — марокканских студентов и рабочих, а также французских туристов, направлявшихся в Марокко на рождественские праздники. Когда авиалайнер подходил к Танжеру, там уже стояла ночь и шёл дождь. Выполняя заход на посадку (на полосу 28), экипаж выполнил разворот с большим запозданием, в результате чего фактически оказался в горном районе. Экипаж был предупреждён о безопасной высоте в зоне ожидания 3000 футов (914 метров), но после получения разрешения на посадку начал снижаться. В 22:10 (по другим данным — 22:07) на высоте 2300—2400 футов (700—730 метров) летящая в полной темноте «Каравелла» примерно в 20 милях к востоку от аэропорта врезалась в гору Меллалин (Mellaline) и полностью разрушилась. Все 106 человек на борту погибли. На тот момент это была крупнейшая авиационная катастрофа в Марокко (в настоящее время вторая, после катастрофы под Агадиром) и в истории авиации Бельгии. Вторая крупнейшая катастрофа с участием Sud Aviation SE-210 Caravelle.